# محافظة فاكاجا
محافظة فاكاجا هي محافظة في جمهورية أفريقيا الوسطى، بلغ عدد سكانها 52٬255  نسمة، في 2003، عاصمتها بيراو، تبلغ مساحتها 46٬500 كيلومتر مربع ، وهي المحافظة الوحيدة ذات أغلبية مسلمة من بين 17 محافظة بحكم قربها من الحدود التشادية والسودانية .

## الموقع
تشترك في الحدود مع:
- محافظة هوت-كوتو
- محافظة بامينغوي بانغوران.

## أعلام
- جوزيف زوندييكو
- ميشيل جوتوديا